# 豪斯的头
《豪斯的头》（英語：House's Head）是美国医务剧《豪斯医生》第4季的第15集，也是整部剧集的第85集，这一集是本季结局的上下两部分中的上部，下部是《威尔森的心》。本集由多位《豪斯医生》制片人共同编剧，格雷格·艾坦尼斯执导，于2008年5月12日通过福克斯在美国首播。
这一集的剧情主要围绕格里高利·豪斯医生对一场车祸的回忆展开，他隐隐约约地记得有个什么人“将要死去”，整集中豪斯努力试图在真实和幻觉之间回忆起车祸前的点点滴滴，但一直到结尾也没有完全揭开谜团，留下了一个悬念式的结局。
《豪斯的头》在美国首播时有约1484万户家庭观看，在该周美国的所有电视节目中名列第9位。这集节目获得了良好的评价，特别是莉萨·埃德尔斯坦扮演的丽莎·卡迪一角的脱衣舞段落。《豪斯的头》参加了5个黃金時段艾美獎项目的角逐，最终有两项获得提名。格雷格·艾坦尼斯成功拿下了正剧类剧集杰出导演奖，不过休·劳瑞获得的正剧类剧集杰出男主角奖提名最终没能胜出，不敌主演AMC剧集《絕命毒師》的布莱恩·科兰斯顿。

## 剧情
节目开场时格里高利·豪斯医生（休·劳瑞饰）坐在一家脱衣舞俱乐部，一位女郎正在给他跳膝上舞。他这个时候已经喝多了酒，并且头部伤口的疼痛更进一步令他神志不清，脑子里也开始产生幻觉，隐隐约约地觉得大概“有个什么人将要死去”。离开俱乐部后，他看到了之前自己所乘坐的公共汽车，原来这辆车发生了一起严重的交通事故。回到普林斯顿-普兰斯堡教学医院，豪斯经诊断患有脑震荡和创伤后逆行性失憶症，他下令自己的手下对撞车的公共汽车司机进行检查看是否有癫痫发作。罗伯特·蔡斯医生（Dr. Robert Chase，杰西·斯宾塞饰）对豪斯进行了医疗催眠，希望可以刺激他的记忆，豪斯于是想起来自己独自一人呆在一个酒吧里喝醉了，蔡斯、詹姆士·威尔森医生（羅伯·蕭恩·萊納德饰）和威尔森的女朋友安柏·弗拉基斯医生试图对豪斯加以引导，帮助他判断哪些是真实发生的事情，哪些只是酒精和药物作用下的幻觉。豪斯在酒吧里能认出的唯一一个人就是酒保，后者看他喝醉了，于是拿走了他的钥匙，要求他搭公共汽车回家。
豪斯诊断小组的成员一边对司机进行多项病理学检验，而豪斯则因服用有止痛作用的维柯丁过量而产生幻觉。他感觉自己又回到了公共汽车上，但却看到了一个当时并不在车上的女人。还没来得及和对方交谈，威尔森已经通过核磁共振成像把豪斯弄醒了。等到豪斯又一次产生回到公车上的幻觉时，院长丽莎·卡迪（Lisa Cuddy，莉萨·埃德尔斯坦饰）陪在他身边。两人开始对司机的病情进行探讨，豪斯意识到这些都是自己脑子里的想象，于是要求卡迪一边跳脱衣舞一边进行讨论。卡迪照办了，不过就在将要脱掉内衣时她说自己这样会让豪斯分心，于是停了下来。豪斯之前幻觉中那个不存在的女人又出现了，她自称“答案”，告诉豪斯留意司机的脚，豪斯认为其症状显示司机患有帕金森氏症。对司机可能因肺栓塞导致的血栓进行插管治疗时，豪斯注意到司机近期的牙科纪录，他认为司机在进行牙科检查或手术时，一个气泡意外通过牙龈进入了血液中，这可以解释所有的症状。将气泡消除后，病人很快恢复了。豪斯一开始也相信一切都结束了，但当晚的一个梦让他想到事情并不这样简单，撞车会令气泡移动而导致司机的症状，但这与豪斯的记忆（或是幻觉）并没有多大关系。
豪斯召集自己小组的成员来到一辆公共汽车上模拟现场，他服用了过量用于治疗阿兹海默病的毒扁豆碱，开始对事故前的经过努力进行回忆。那个自称叫“答案”的女人提醒豪斯，既然他把道理看得比任何事情都重要，那么她的出现一定有什么原因。她问豪斯，自己的项链是用什么做成的，豪斯意识到那是琥珀。“答案”于是瞬间变成了威尔森的女友安柏·弗拉基斯，因为“安柏”和“琥珀”是同一个单词。威尔森和卡迪通过心肺复苏把服药过量的豪斯救醒，他马上告诉威尔森，安柏有生命危险，他回忆起来安柏也在车上，并且受了重伤后被一辆救护车送走，而之前的安柏和威尔森对自己加以引导也只是一种幻觉。威尔森表示自己在事故发生前到现在都还没有和安柏说过话。“13”（奧利維亞·魏爾德饰）对病人名册进行核查后发现有一位入住另一家医院的病人特征与安柏相符。

## 制作

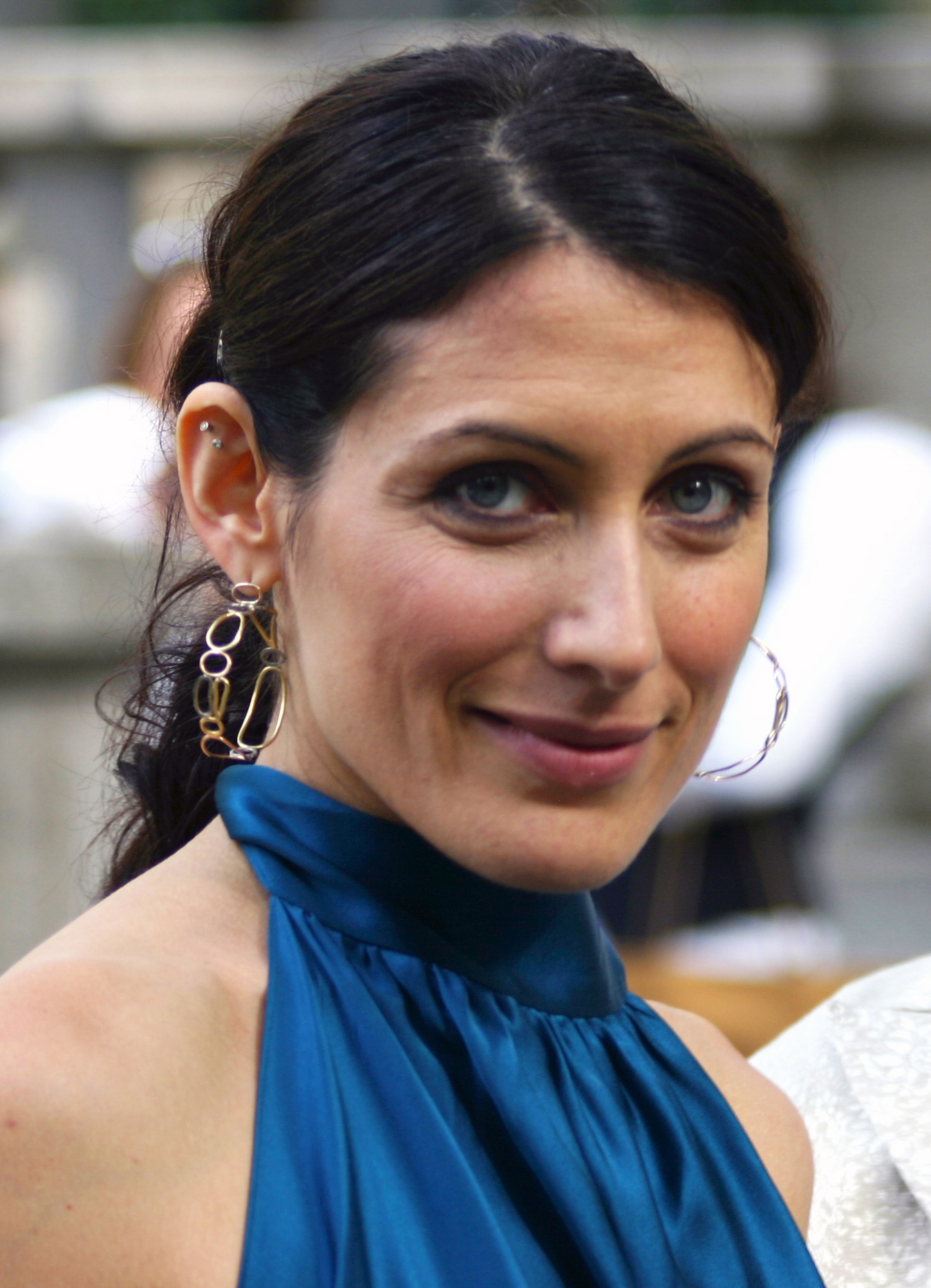
于《豪斯医生》中出演院长丽落·卡迪的莉萨·埃德尔斯坦在本集中跳了一段脱衣舞，并称自己很享受这一过程。

《豪斯的头》是格雷格·艾坦尼斯导演的第4集《豪斯医生》剧集，编剧则包括彼得·布拉克、大卫·福斯特、拉塞尔·弗伦德、加里特·莱纳和多丽丝·伊根。执行制片人凯蒂·雅各布斯（Katie Jacobs）表示这一季的结局将会与之前的剧集“有所不同”。《豪斯的头》原本应该是在第四十二屆超級碗后播出，但由于2007年－2008年美国编剧协会大罢工而推迟，改为播出《冷冻》。本集中豪斯所穿的恤衫上画有一具正在喝咖啡的人体骨架，上面写着“棺材里的休息时间”的字样，这件衣服是由一位名叫塔沃（Taavo）的设计师设计的。
当扮演丽莎·卡迪一角的莉萨·埃德尔斯坦得知自己需要在剧中跳一段脱衣舞后，她联系了有过相关拍片经验的谢拉·柯雷前来帮忙，柯雷对此给出了一些脱衣舞编排方面的建议。埃德尔斯坦表示，这一季结局的前半部分很有意思，里面展示出了豪斯对他人的看法，而且还表现出从他的角度来看，整个世界又是个什么样儿。埃德尔斯坦在脱衣舞这场戏开拍前先跳了给休·劳瑞看，称他对自己的表演“超支持，就像个啦啦队长”，她还表示这场戏拍完后感觉自己都变漂亮了，非常喜欢这样的一次体验。
公共汽车撞车的所有镜头都经过了预先设计。导演艾坦尼斯形容特技协调员吉姆·威克斯（Jim Vickers）对这一戏段的拍摄成功“至关重要”。撞车镜头的拍摄是在一个工作室内利用一台大纺车完成的，这台纺车就是片中公共汽车的后半截，可以360度旋转来提升镜头的真实感。公共汽车的其它部分拍摄则利用了色键技术，主要拍摄的是车辆的外部镜头。涉及到安妮·达德克的镜头则是另外拍摄的，通过灯光和人造效果模拟了撞车的情况。

## 反响

### 收视率
《豪斯的头》于2008年5月12日通过福克斯在美国首播，有约1484万户家庭观看，在18-49岁年龄段人群中拥有5.8 / 14%的收视率，是当晚所有电视节目的收视亚军，仅次于《舞动奇迹》。而在2008年5月11至18号这一星期内，《豪斯的头》是收视率第9高的电视节目。如果加上通过标清电视等途径，观众人数将达到1502万。本集于2008年5月12日在澳大利亚首播，观众人数为143.2万，是当晚收视人数第二高的节目。《豪斯的头》还于5月12日在加拿大播出，观众人数为229.6万，是该周收视率第4高的节目，落后于《实习医生格蕾》和《美國偶像》。2008年6月26日，《豪斯的头》通过第5频道在英国播出，有170万人观看。

### 专业评价

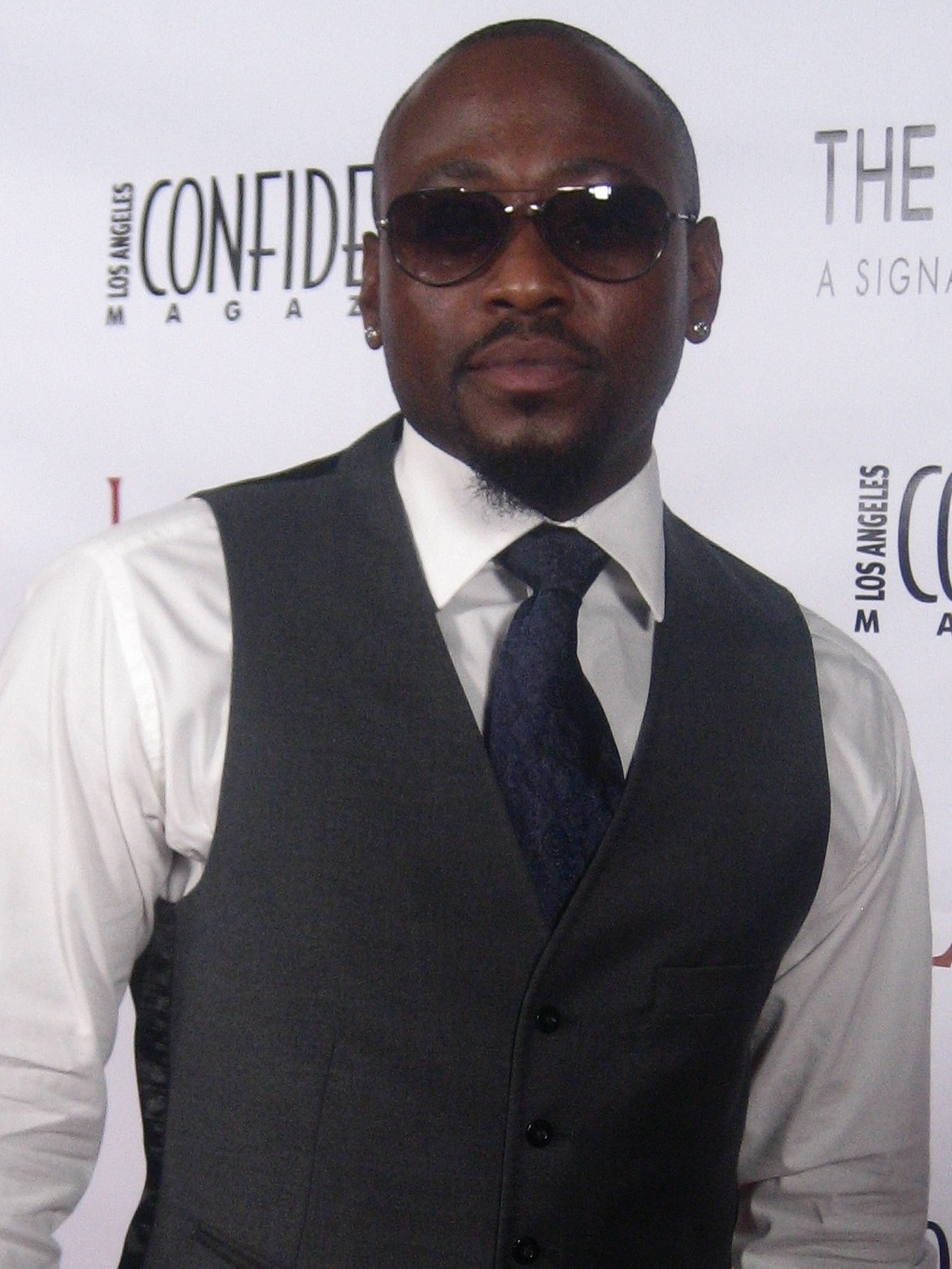
欧玛·艾普斯表示自己在《豪斯医生》中最喜欢的就是《豪斯的头》和《威尔森的心》

《豪斯的头》总体上获得了评论员较为正面的评价。莎拉·莫里森（Sara Morrison）称豪斯恢复记忆的段落是“你能在电视上所看到的最完美的10分钟”。她也对催眠戏段感到满意，因为这让蔡斯“有事可干”。莫里森给剧集的评级为A+。《娱乐周刊》的米歇尔·罗梅罗（Michelle Romero）认为把《豪斯的头》重新看一遍也仍然会像第一次看时感觉那么好。電視指南的吉娜·汀努诺（Gina Dinunno）称这一集“有我所想像的一切，辉煌、高调、混乱，甚至有些下流！他们最后的悬念真是设置得太好了，我们都迫不及待地想要看看安柏到底怎么样了。”。阿兰·塞平沃尔（Alan Sepinwall）把这一季与第2季的结局《没有理由》相比，觉得《豪斯的头》中存在“几个问题”，主要是剧情中有关“答案”就是安柏的隐射。他认为《豪斯医生》本质上来说还是个谜，并不是一部娱乐性的作品。
的詹姆斯·张伯伦（James Chamberlin）表示希望这季结局的后半部分可以达到前半部分的高度，他还表示剧中有关“答案”的内容让他想到了《黑客帝国》。张伯伦给了这一集9.5的高分（最高10分）。芭芭拉·巴内特（Barbara Barnett）称赞了休·劳瑞和莉萨·埃德尔斯坦的表演，她还表示虽然这一集中有许多“令人难忘的瞬间”，但其中撞车的镜头实在是“激烈”、“充满张力”得让人“心跳都要停止”了。詹妮弗·古德温认为《豪斯的头》可以轻易成为《豪斯医生》最出色的季终篇。此外，还有多位评论员对弗里德·德斯特客串酒保的短暂露面感到惊喜。
丽莎·卡迪跳脱衣舞的段落也获得了评论员较为正面的评价《洛杉磯時報》的玛丽·麦克纳玛（Mary McNarma）称这段“三分钟的镜头让的钱花得值了”。的詹姆斯·张伯伦表示自己从没想到过埃德尔斯坦真会跳一段脱衣舞，虽说他曾这样希望过。在这一季所发行DVD的评论音轨中，杰西·斯宾塞、莉萨·埃德尔斯坦、安妮·达德克、珍妮花·摩利遜和欧玛·艾普斯都表示《豪斯医生》中他们最喜欢的一集就是《豪斯的头》。

### 奖项
莉萨·埃德尔斯坦、杰西·斯宾塞和休·劳瑞分别参与了黃金時段艾美獎杰出正剧类剧集女配角奖、杰出正剧类剧集男配角奖和杰出正剧类剧集男主角奖的角逐，彼得·布莱克、大卫·沃尔特·福斯特、拉塞尔·弗伦德、加里特·莱纳和多丽丝·伊根也参加了黄金时段艾美奖杰出正剧类编剧奖角逐，导演格雷格·艾坦尼斯获得了正剧类剧集杰出导演奖提名，之后休·劳瑞也成功获得了提名。最终艾坦尼斯成功胜出，但劳瑞不敌主演剧集《絕命毒師》的布莱恩·科兰斯顿。